# Madonna Viklau

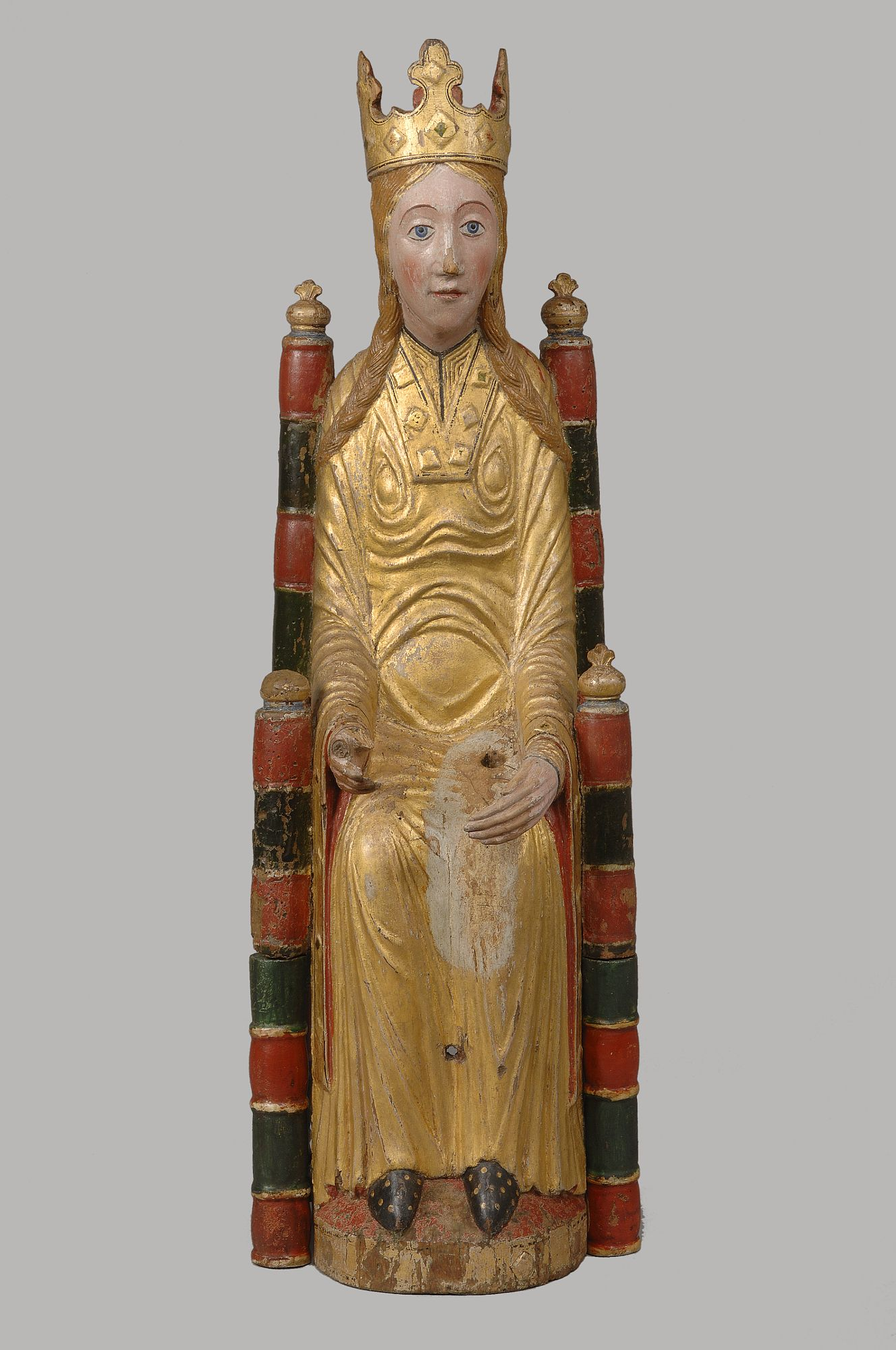
Người Viking

Madonna Viklau (tiếng Thụy Điển: Viklaumadonnan) là một tác phẩm nghệ thuật Maria bằng gỗ cuối thế kỷ 12, có lẽ được sản xuất ở Gotland, Thụy Điển ngày nay. Đây là một trong những bức tượng gỗ từ thế kỷ thứ 12 được bảo tồn tốt nhất ở châu Âu. Madonna Viklau phỏng theo tên Nhà thờ Viklau thời trung cổ nơi bức tượng tọa lạc ban đầu và được Bảo tàng Lịch sử Thụy Điển mua vào năm 1928. Ngày nay, bức tượng được trưng bày tại bảo tàng ở Stockholm. Vào năm 2017, các nhà khảo cổ đã phát hiện ra một thánh vật đặt bên trong bức tượng. Bức tượng mô tả Thánh mẫu Maria mặc quần áo mạ vàng và vương miện vàng, ngồi trên một chiếc ghế cao. Ban đầu, Madonna Viklau được miêu tả đang ôm Chúa Kitô trẻ sơ sinh trên tay, nhưng phần này của tác phẩm điêu khắc đã bị mất.

## Mô tả
Madonna Viklau là một tác phẩm điêu khắc bằng gỗ mô tả Maria đang ngồi trên một chiếc ghế cao. Bà đang ngồi với một lưng thẳng và trọng lượng cơ thể phân bổ đều. Ban đầu Maria ôm Giê su trong lòng, nhưng phần này của tác phẩm điêu khắc đã bị mất. Bức tượng cao 68 xentimét (27 in). Vật liệu làm tượng chủ yếu là gỗ linden, nhưng các loại gỗ khác cũng đã được sử dụng. Quần áo và vương miện mạ vàng phong phú của Maria tương phản với màu sắc dịu hơn của chiếc ghế và những đường nét thanh tú trên khuôn mặt bà. Các trụ của chiếc ghế được tạo hình bằng máy tiện và sơn thành các dải màu đỏ và lục xen kẽ. Ngoài việc thếp vàng, vương miện và trang phục của Maria còn được tô điểm bằng những viên đá quý, được làm bằng hỗn hợp keo và vôi. Năm 2017, khi khám phá một lỗ trên đầu bức tượng, người ta tìm thấy một túi vải lanh nhỏ trong đó có một bộ xương đang trong tư thế nằm, ngụ ý một thánh tích. Việc Madonna Viklau được dùng làm chỗ cất chứa thánh tích là điều bất thường. Các tác phẩm điêu khắc của Maria thường không lưu giữ các di vật hay thánh tích mà thường xuất hiện bên trong các tác phẩm điêu khắc thời kỳ Trung Cổ. Quá trình định tuổi bằng cacbon-14 chỉ ra rằng mảnh xương được tìm thấy ở bức tượng có niên đại cách nay khoảng 3.500 năm. Mặt sau của bức tượng bằng phẳng, cho thấy ban đầu nó được đóng khung trong một chiếc tủ nông giống như tất cả các bức tượng về Đức mẹ Maria được bảo quản từ thời gian này tại Thụy Điển. Kích thước tương đối nhỏ cho phép bức tượng dễ dàng di chuyển và sử dụng ở một số địa điểm khác nhau.
Về mặt phong cách, Madonna Viklau nhiều lần được so sánh với các tác phẩm điêu khắc trang trí cổng Nhà thờ Đức bà Chartres ở Pháp, thậm chí người ta còn cho rằng Madonna Viklau được sản xuất tại xưởng nhà thờ này. Tuy nhiên, những đặc điểm tương đồng giữa những tác phẩm điêu khắc này có thể được tìm thấy trên một khu vực địa lý rộng lớn, và mối liên kết giữa Nhà thờ đức bà Chartres và Madonna Viklau trong những năm gần đây dần trở nên nhạt nhòa. Nghiên cứu gần đây ghi nhận sự tương đồng giữa bức tượng với nghệ thuật điêu khắc đến từ miền bắc hoặc miền tây nước Đức, với sắc thái đậm nét nghệ thuật Gothic, nhưng cũng là một trong những ví dụ đặc trưng nhất của nghệ thuật La Mã. Nhà sử học nghệ thuật Lennart Karlsson lập luận việc phân loại tác phẩm điêu khắc này theo trường phái La Mã hay Gothic vẫn còn là một câu hỏi "hàn lâm". Đây là một trong những tác phẩm điêu khắc bằng gỗ được bảo tồn tốt nhất ở châu Âu từ thế kỷ thứ 12.

## Lịch sử

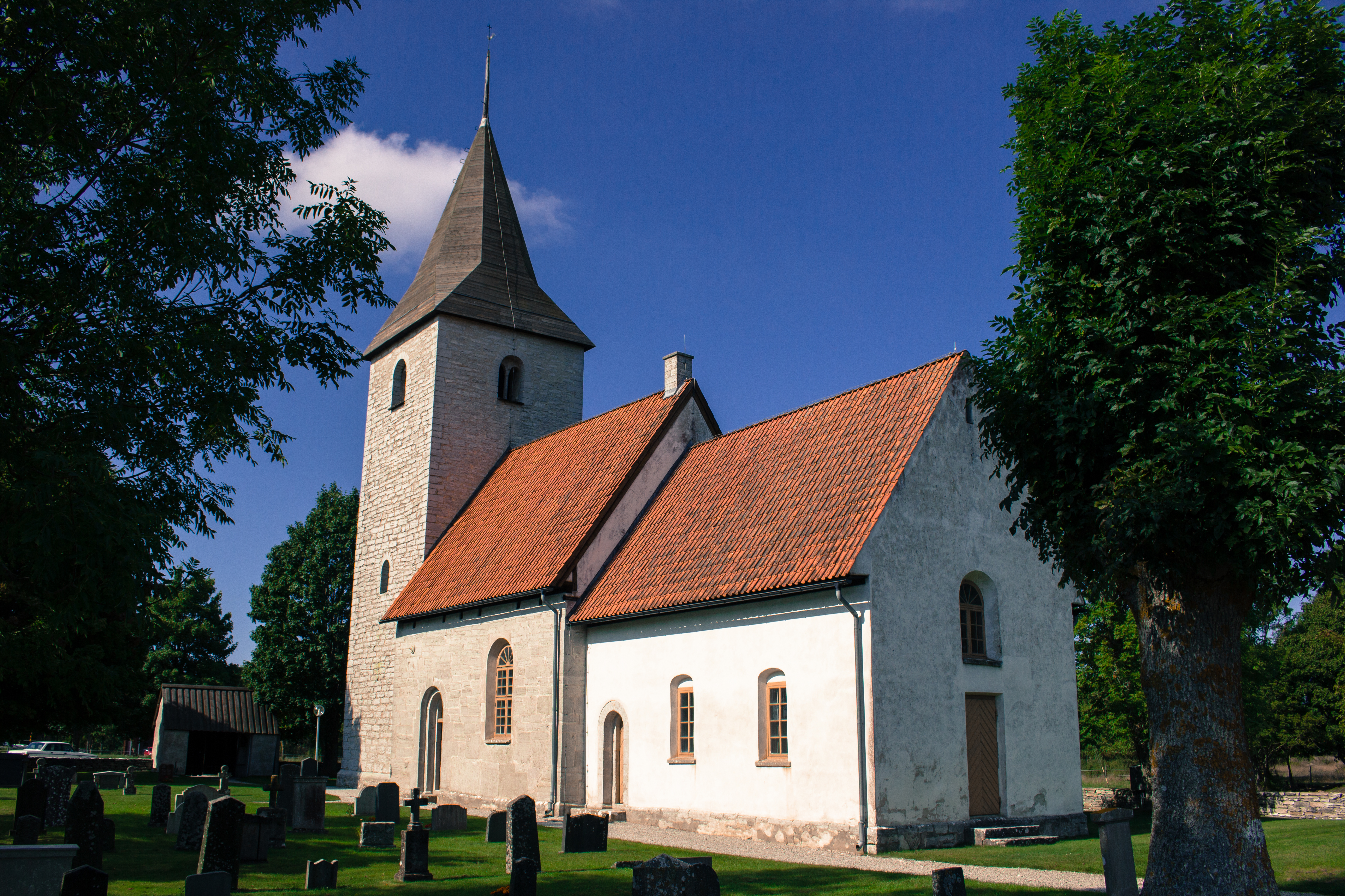
Nhà thờ Viklau, Gotland, nơi trưng bày tác phẩm điêu khắc trước khi nó được Bảo tàng Lịch sử Thụy Điển mua vào năm 1928

Danh tính của nghệ sĩ đã tạo ra Madonna Viklau vẫn còn là một câu hỏi còn bỏ ngỏ. Một số giả thuyết đã được đưa ra vì một bức tượng Maria từ Viklau thường thu hút nhiều sự chú ý hơn bất kỳ mô tả nào khác về bà từ thời La Mã ở Thụy Điển. Johnny Roosval là nhà sử học nghệ thuật đầu tiên viết về Madonna Viklau. Lý thuyết ban đầu của ông đề xuất rằng tác phẩm điêu khắc thực hiện ở Nhà thờ Đức bà Chartres. Roosval nghĩ rằng Madonna Viklau có thể đã đến Gotland thông qua các thầy tu người Pháp định cư ở Tu viện Roma. Kết luận "đáng ngạc nhiên" này có thể xuất phát từ xu hướng đưa Madonna Viklau cùng các tác phẩm nghệ thuật khác từ Gotland gần hơn với các tác phẩm nghệ thuật vĩ đại của Tây Âu của các nhà sử học nghệ thuật thời kỳ trước đó. Bằng cách giám định sơn và gỗ của tác phẩm cũng như qua các so sánh về phong cách, các nhà nghiên cứu đã dễ dàng đưa ra kết luận rằng Madonna Viklau gần như chắc chắn được thực hiện trong một phân xưởng về Gotland trong những năm cuối thế kỷ 12 (một số nguồn khẳng định thời gian là từ 1170–80). Hơn nữa, tác phẩm cũng có phong cách và kỹ thuật tương đồng với một số các tác phẩm điêu khắc bằng gỗ từ Gotland, cây thánh giá trong nhà thờ Alskog, Hemse và Väte cùng những tác phẩm khác. Điều này chứng minh rằng rất có thể chúng đều được thực hiện trong cùng một xưởng sản xuất.
Madonna Viklau ban đầu thuộc về Nhà thờ Viklau, Gotland và được đặt tên theo nhà thờ này. Các thánh tích trong tác phẩm có lẽ không phải là bản gốc, vì vải lanh được sử dụng để bọc những thánh tích có niên đại từ khoảng những năm 1250. Năm 1928, nhà thờ đã bán tác phẩm điêu khắc cho Bảo tàng Lịch sử Thụy Điển ở Stockholm với giá 5.000 Krona. Vụ thu mua Madonna Viklau đã dẫn đến một cuộc tranh luận sôi nổi về thói quen mua các tác phẩm nghệ thuật từ khắp Thụy Điển của viện bảo tàng này. Ngày nay, nó vẫn là một phần trong bộ sưu tập của bảo tàng. Vào thời điểm mua lại bức tượng, Bảo tàng Lịch sử Thụy Điển đã tạo ra năm phiên bản khác nhau. Một trong số này được làm bằng thạch cao và hiện nay đang được trưng bày trong Nhà thờ Viklau, nơi bảo tàng mua bức tượng gốc. Một bản sao khác đặt ở Bảo tàng Gotland, Visby và cái thứ ba ở Copenhagen. Địa điểm lưu giữ hai bản sao cuối vẫn còn là dấu chấm hỏi.